# 1920 Sarmiento
1920 Sarmiento је астероид чија средња удаљеност од Сунца износи 1,930 астрономских јединица (АЈ).
Апсолутна магнитуда астероида је 14,17.